# NGC 4665
NGC 4665 (NGC 4624, NGC 4664) je prečkasta spiralna galaktika u zviježđu Djevici. Naknadno je utvrđeno da su NGC 4624 i NGC 4664 iste galaktike.

## Vanjske poveznice
- (engl.) SEDS: NGC 4665
- (engl.) Revidirani Novi opći katalog
- (engl.) Izvangalaktička baza podataka NASA-e i IPAC-a
- (engl.) Astronomska baza podataka SIMBAD
- (engl.) VizieR